# Alberto Alessi
Alberto Alessi (Caltanissetta, 30 maggio 1939 – Roma, 12 dicembre 2022) è stato un politico italiano.

## Biografia
Figlio del deputato democristiano e primo presidente della Regione Siciliana Giuseppe Alessi (1905-2009), anche Alberto fu impegnato in politica nella Democrazia Cristiana e a quarant'anni, alle elezioni del 1979, venne eletto per la prima volta deputato nell'VIII legislatura. 
In seguito venne rieletto alle elezioni del 1987 e a quelle del 1992; dopo lo scioglimento della DC aderì nel gennaio 1994 al Centro Cristiano Democratico; concluse in quell'anno il proprio mandato parlamentare.
Collaborò con il Centro Studi per l'Impegno Politico dei Cattolici con sede a Bologna, il cui scopo è la rinascita di una nuova Democrazia Cristiana.
Morì a Roma nel dicembre 2022 all'età di 83 anni.